# Platytropesa
Platytropesa este un gen de muște din familia Calliphoridae.

Cladograma conform Catalogue of Life:
| Platytropesa | \| \| Platytropesa auriceps \| \| \| \| \| \| Platytropesa dubia \| \| \| \| \| \| Platytropesa simulans \| \| \| \| |
|              | \| \| Platytropesa auriceps \| \| \| \| \| \| Platytropesa dubia \| \| \| \| \| \| Platytropesa simulans \| \| \| \| |
|              | Platytropesa auriceps                                                                                                |
|              | |
|              | Platytropesa dubia                                                                                                   |
|              | |
|              | Platytropesa simulans                                                                                                |
|              | |